# 9957 Рафаельсанті
9957 Рафаельсанті (9957 Raffaellosanti) — астероїд головного поясу, відкритий 6 жовтня 1991 року.
Тіссеранів параметр щодо Юпітера — 3,582.